# Niyantitlán
Niyantitlán är en ort i Mexiko.   Den ligger i kommunen Quechultenango och delstaten Guerrero, i den södra delen av landet, 220 km söder om huvudstaden Mexico City. Niyantitlán ligger 1 087 meter över havet och antalet invånare är 207.
Terrängen runt Niyantitlán är huvudsakligen kuperad, men norrut är den bergig. Runt Niyantitlán är det ganska glesbefolkat, med 39 invånare per kvadratkilometer. Närmaste större samhälle är Quechultenango, 16,9 km väster om Niyantitlán. I omgivningarna runt Niyantitlán växer huvudsakligen savannskog.